# (9018) Galache
(9018) Galache es un asteroide perteneciente al cinturón de asteroides, región del sistema solar que se encuentra entre las órbitas de Marte y Júpiter, descubierto el 5 de mayo de 1987 por Alan C. Gilmore y la también astrónoma Pamela M. Kilmartin desde el Observatorio Universitario del Monte John, Isla Sur, Nueva Zelanda.

## Designación y nombre
Designado provisionalmente como 1987 JG. Fue nombrado  por José Luis Galache (n. 1975) quien trabaja en el Centro de Planetas Menores (MPC) desde 2009 y gestiona, entre otras cosas, la presencia del MPC en redes sociales. Para su tesis doctoral, estudió sistemas binarios de rayos X en la Pequeña Nube de Magallanes.

## Características orbitales
Galache está situado a una distancia media del Sol de 2,314 ua, pudiendo alejarse hasta 2,504 ua y acercarse hasta 2,123 ua. Su excentricidad es 0,082 y la inclinación orbital 5,833 grados. Emplea 1285,32 días en completar una órbita alrededor del Sol.
Pertenece a la familia de asteroides de (4) Vesta.

## Características físicas
La magnitud absoluta de Galache es 14,26. 